# NPAPI
网景插件应用程序接口（英語：Netscape Plugin Application Programming Interface，縮寫：NPAPI）是一個跨平台的通用瀏覽器插件应用程序接口（API）。1995年由網景公司釋出，應用於网景导航者2.0版本，但其他瀏覽器很快也跟進支援，成為一個共通的插件標準，与微软的ActiveX形成競爭關係。
每个插件声明自己支持某一种或几种内容类型（例如“audio/mp3”），当浏览器遇到这种类型的内容时，便在插件库寻找一种能够解码的插件，将这部分内容交由其解析，并在网页对应的位置中显示出来。
正是由于其跨浏览器的特性，插件库的内容更新及管理一般不是由浏览器而是由各个插件提供商自行维护的。这个特点引发了一些安全性上的疑虑。隨著HTML5的出現，以及安全原因，現今所有主流的瀏覽器都取消了對第三方NPAPI插件的支持。一些小眾的瀏覽器，例如Pale Moon和Waterfox Classic，仍然支援NPAPI插件。
2014年11月，Google宣布Chrome将于2015年1月默认屏蔽NPAPI插件，9月份會完全移除支持，以鼓励开发者和用户转用HTML5、Chrome API或Google Native Client等新技术取代NPAPI。雖然Google曾經提出了名为PPAPI（Pepper Plugin API）的解决方案，但没有得到其它厂商的普遍支持。
2021年1月，Mozilla宣布Firefox完全移除NPAPI插件支持。